# Luigi af Begge Sicilier
Prins Luigi af Begge Sicilier, Greve af Trani (italiensk: Luigi Maria di Borbone-Due Sicilie, conte di Trani; 1. august 1838–8. juni 1886) var en italiensk prins af Kongeriget Begge Sicilier, der var en yngre søn af kong Ferdinand 2. af Begge Sicilier. Prins Luigi var tronfølger i Kongeriget Begge Sicilier fra 1859 og til 1861.

## Biografi
Prins Luigi blev født den 1. august 1838 i Napoli, der på dette tidspunkt var hovedstad i Kongeriget Begge Sicilier, som den anden søn af kong Ferdinand 2. af Begge Sicilier og det første barn født i hans andet ægteskab med ærkehertuginde Maria Theresia af Østrig, en datter af ærkehertug Karl af Østrig. Prins Luigi havde en ældre halvbror, Prins Frans (den senere Frans 2. af Begge Sicilier), og elleve yngre søskende. Ved sin fødsel var han således nummer to i arvefølgen til Kongeriget Begge Sicilier efter sin storebror, dog uden umiddelbar udsigt til at arve tronen.
Den 22. maj 1859 døde deres far, og Luigis storebror Frans blev konge af Kongeriget Begge Sicilier som Kong Frans 2. Da Frans endnu ingen børn havde i sit ægteskab med Marie Sophie i Bayern, blev Luigi hans tronfølger. Kongeriget Begge Sicilier blev imidlertid erobret af De Tusinders Ekspedition under Giuseppe Garibaldi i 1861, og blev efterfølgende som led i Italiens samling under fyrstehuset Savoyen indlemmet i det nydannede Kongeriget Italien.
Prins Luigi forelskede sig i sin storebrors kone lillesøster, hertuginde Mathilde i Bayern, der var den fjerde datter af hertug Max Joseph i Bayern og prinsesse Ludovika af Bayern og lillesøster til kejserinde Elisabeth af Østrig-Ungarn. Den 5. juni 1861 giftede Luigi og Mathilde sig i München. Ægteskabet blev ikke, hvad nogen af parterne havde forventet. Mens Luigi fordrev sin sorg i alkohol og sammen med andre kvinder, rejste hans kone rundt i verden alene eller ledsaget af sine søstre. Først i 1867 fødtes parrets første og eneste barn, prinsesse Maria Theresa af Begge Sicilier, der senere blev gift med fyrst Vilhelm af Hohenzollern.
Prins Luigi var stadig arving til Frans' position, men nu som overhoved for et afsat kongehus. Han beholdt denne position resten af sit liv, men han døde før Frans, der derved endte med at blive efterfulgt af deres lillebror prins Alfonso, greve af Caserta. Prins Luigi døde 47 år gammel den 8. juni 1886 i Paris i Frankrig.